# Ciencia y tecnología de la Comunidad Valenciana

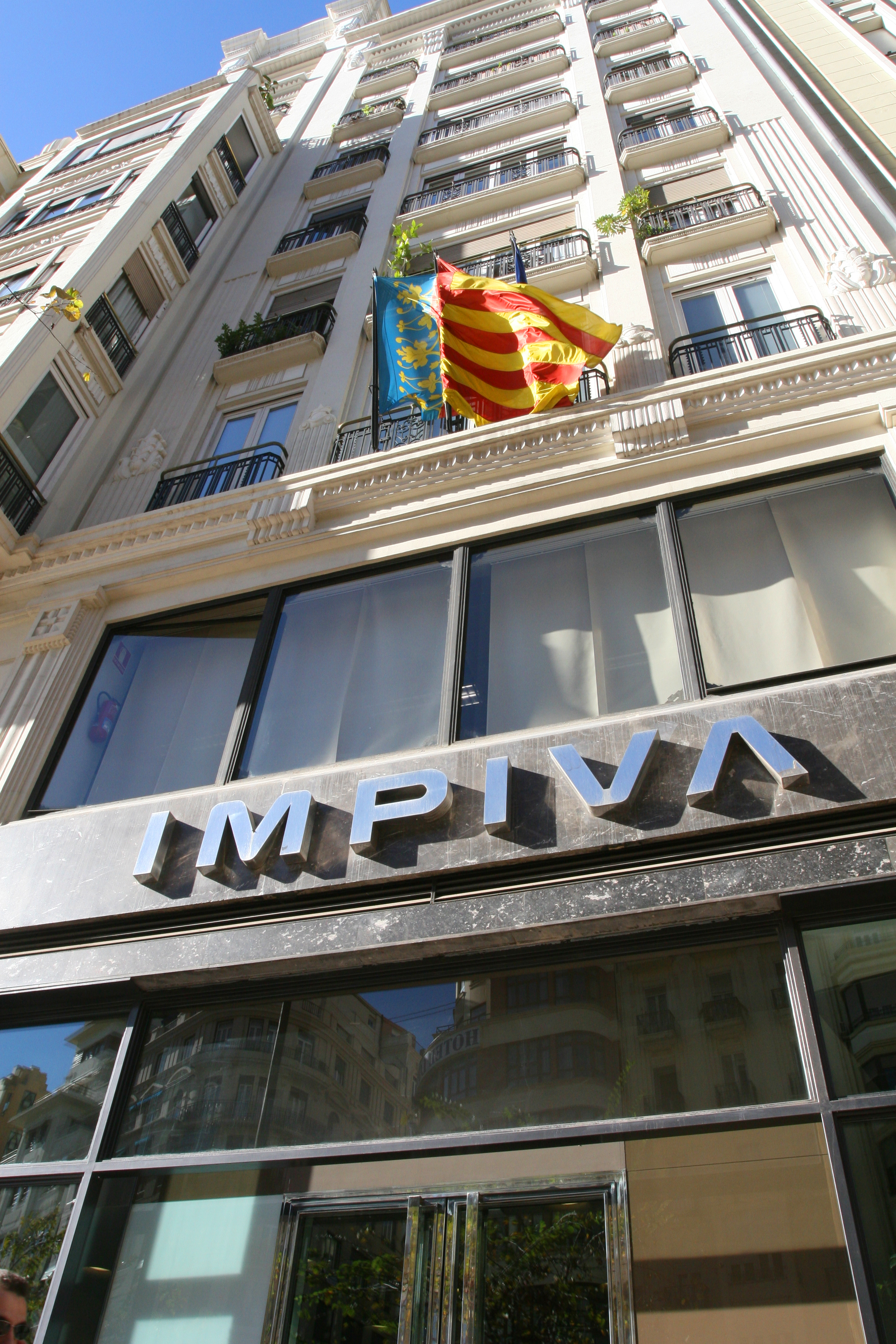
Sede del IVACE, antiguo IMPIVA.

El sector público de la Comunidad Valenciana se encarga del I+D+i mediante el Instituto Valenciano de Competitividad Empresarial (IVACE), una entidad adscrita a la Consejería de Economía, Industria, Turismo y Empleo de la Generalidad Valenciana, cuya finalidad es la gestión de la política industrial de la Generalidad Valenciana y el apoyo a las empresas en materia de innovación, emprendimiento, internacionalización y captación de inversiones, así como la promoción de los núcleos tecnológicos, de la seguridad industrial, y de la gestión de la política energética de la Generalidad.

## València Parc Tecnològic
El principal núcleo tecnológico de la Comunidad Valenciana es el Parque Tecnológico de Paterna, el cual recibe el nombre de Parque Tecnológico de Valencia. Los objetivos principales de este parque tecnológico son el potenciar la diversificación industrial de la Comunidad Valenciana, el fomentar la incorporación de nuevas tecnologías, y el apoyo a las iniciativas de I+D+i. El València Parc Tecnològic dispone de un suelo perfectamente equipado, con una infraestructura técnica que responde a las necesidades presentes de las empresas y que, además, está preparada para su progresiva conexión a los nuevos sistemas de telecomunicaciones.

## Parques científicos
Junto al València Parc Tecnològic la Comunidad Valenciana cuenta con cinco parques científicos, los cuales dependen en gran medida de las universidades públicas valencianas:

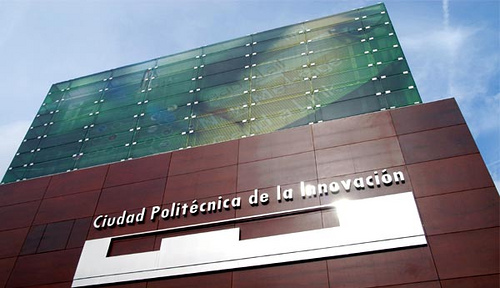
Ciudad Politécnica de la Innovación de la UPV.

- La Universidad Politécnica de Valencia cuenta con la Ciudad Politécnica de la Innovación (CPI),[1] la cual comprende un espacio de 140 000 m², y aglutina 45 institutos de investigación,[2] unos 3 000 investigadores, así como unas 400 personas de apoyo.[2][3]
- La Universidad de Valencia (UV) tiene el Parque Científico de la Universidad de Valencia (PCUV),[4] el cual está gestionado por la Fundación Parque Científico Universidad de Valencia, cuyos patronos son la Fundación Bancaja, el Grupo Santander, la Cámara de Comercio de Valencia y la Confederación Empresarial Valenciana, además de la Universidad de Valencia.[5] Este parque científico cuenta con un espacio de más de 200 000 m² para la investigación, innovación y transferencia de conocimientos.[6] En la actualidad cuenta con 6 institutos de investigación, centros singulares y servicios científicos, y acoge a más de 60 empresas.[4]
- La Universidad Jaime I de Castellón (UJI) y la Confederación de Empresarios de Castellón (CEC) son los promotores de Espaitec, el Parque Científico, Tecnológico y Empresarial de Castellón, el cual cuenta en sus instalaciones con más de 30 empresas y genera más de 150 puestos de trabajo cualificado, tanto de forma directa como indirecta.
- La Universidad de Alicante (UA) es la fundadora y patrona del Parque Científico de Alicante. Actualmente está construido el edificio de naves incubadoras, los servicios técnicos de investigación, las naves de apoyo técnico, el invernadero, el animalario y el laboratorio de Petrología Aplicada.
- Y finalmente, la Universidad Miguel Hernández de Elche (UMH) fundó junto con la Confederación Empresarial de la Provincia de Alicante (COEPA) el Parque Científico-Empresarial de la UMH, un ecosistema científico y empresarial que cuenta con todas las infraestructuras y servicios necesarios para promover la cooperación Universidad-Empresa.

## Institutos Tecnológicos y Centros de Investigación
El parque tecnológico cuenta con nueve de los Institutos Tecnológicos promovidos por el IVACE en colaboración con los empresarios de los sectores correspondientes y las universidades públicas valencianas. Estos institutos forman parte de la Red de Institutos Tecnológicos (REDIT), una asociación privada fundada en 2001 por iniciativa de los Institutos Tecnológicos de la región y de la Generalidad Valenciana. REDIT cuenta con 13 institutos tecnológicos, los nueve ubicados en el Parque Tecnológico de Valencia, y otros cuatro ubicados en otras ciudades valencianas. Actualmente los institutos tecnológicos que existen en la Comunidad Valenciana son:
- El Instituto Tecnológico del Mueble, Madera, Embalaje y Afines (AIDIMA), dirigido por Francisco Javier García Martín.[7]
- El Instituto Tecnológico de Óptica, Color e Imagen (AIDO).
- El Instituto Tecnológico del Juguete (AIJU), dirigido por Pablo Cañizares.[8]
- El Instituto Tecnológico Metalmecánico (AIMME Archivado el 10 de mayo de 2020 en Wayback Machine.).
- El Instituto Tecnológico del Plástico (AIMPLAS), dirigido por Jose Antonio Costa Mocholi.[9]
- El Instituto Tecnológico del Sector Agroalimentario (AINIA), dirigido por Manuel García Portillo.[10]
- El Instituto Tecnológico Textil (AITEX), presidente León Grau García.[11]
- El Instituto de Biomecánica (IBV)
- El Instituto Tecnológico del Calzado y Conexas (INESCOP), presidente Antonio Porta.[12]
- El Instituto de Tecnología Cerámica (ITC).
- El Instituto Tecnológico de la Energía (ITE)
- El Instituto Tecnológico del Embalaje, Transporte y Logística (ITENE).
- El Instituto Tecnológico de Informática (ITI).

En la Comunidad Valenciana existen además de los institutos tecnológicos integrados en la REDIT otros institutos y centros de investigación, tanto públicos como privados:
- El Centro de Investigación Príncipe Felipe (CIPF), una fundación privada adscrita a la Consejería de Sanidad de la Generalidad Valenciana. Este centro cuenta con 23 laboratorios distribuidos en tres programas de investigación: biomedicina; biología química y cuantitativa; y medicina regenerativa.[13]
- El Instituto Valenciano de Investigaciones Agrarias (IVIA), un Organismo Autónomo de la Generalidad Valenciana, adscrito a la Consejería de Agricultura, Pesca y Alimentación. Este instituto se encarga de promover y realizar proyectos, convenios o contratos de investigación en el sector agroalimentario.
- El Instituto Cartográfico Valenciano (ICV) es la entidad de la Generalidad Valenciana creada para impulsar el avance tecnológico de la información geográfica de la Comunidad Valenciana, hoy utilizada en ámbitos tales como las infraestructuras, el turismo, el medio ambiente, la gestión de emergencias, la educación, la planificación territorial y los recursos agrícolas, entre otros.
- El Instituto Valenciano de Estadística (IVE) es el órgano público encargado de gestionar la competencia exclusiva de la Generalidad Valenciana sobre la estadística de interés de autonómico.
- El Instituto Valenciano de Oncología (IVO) es una entidad privada sin ánimo de lucro, cuyos recursos se destinan íntegramente a su labor asistencial, de prevención, de investigación y de docencia con el objetivo de curar el cáncer.
- El Instituto Valenciano de Infertilidad (IVI) nació en 1990 como la primera institución médica en España dedicada íntegramente a la reproducción asistida y hoy es referente mundial tanto para la comunidad científica como para todas aquellas parejas que no pueden tener hijos de una manera natural. Está dirigido por Antonio Pellicer y José Remohí.